# Andrea Silenzi
Andrea Silenzi (Roma, 10 febbraio 1966) è un dirigente sportivo ed ex calciatore italiano, di ruolo attaccante.

## Biografia
Nato a Roma, è stato noto col soprannome di Pennellone. Ha fatto parte della Chiesa cristiana avventista del settimo giorno.

## Caratteristiche tecniche
Forte nel gioco aereo grazie all'elevata statura, era piuttosto abile anche in acrobazia.

## Carriera

### Giocatore

#### Club

Silenzi in azione al Napoli nel 1991

Cresciuto nelle giovanili del Pescatori Ostia, inizia la sua carriera professionistica nella Lodigiani, la terza squadra della sua città. In seguito passa all'Arezzo e dopo un anno viene acquistato dalla Reggiana, squadra di Reggio Emilia militante in Serie C1. In granata realizza 9 reti che consentono alla squadra emiliana di centrare la promozione in Serie B. L'anno successivo viene confermato al centro dell'attacco reggiano realizzando 23 gol, che gli consentono di vincere la classifica dei capocannonieri della Serie B e contribuiscono al piazzamento della Reggiana all'ottavo posto della classifica.
Passa al Napoli per 7 miliardi di lire. All'esordio, il 1º settembre 1990, segna una doppietta nel 5-1 con cui gli azzurri battono la Juventus in Supercoppa italiana. Nei due anni che seguono trova poco spazio, segnando soli 6 gol. Viene quindi ceduto al Torino dove rimane per tre stagioni. Nella prima vince una Coppa Italia, segnando nella finale di ritorno i gol che permettono di ipotecare la vittoria del trofeo, mentre l'anno successivo sigla 17 gol, che gli valgono una convocazione in nazionale.
È il primo calciatore italiano ad aver giocato in Premier League: con la maglia del Nottingham Forest gioca una stagione segnando due reti, entrambe realizzate nelle coppe nazionali. L'esperienza nel campionato inglese non è delle migliori, tanto che alcuni anni dopo verrà inserito al terzo posto nella lista dei peggiori dieci acquisti di calciatori stranieri della Premier League. Al ritorno in Italia veste le maglie di Venezia, Reggiana, Ravenna, Torino e di nuovo Ravenna, dove chiude la carriera.

#### Nazionale
Con la nazionale gioca una sola partita, contro la Francia in un'amichevole del 16 febbraio 1994 con il risultato finale di 0-1 per i francesi.

### Dirigente
Nel marzo 2009, dopo una parentesi da collaboratore esterno, viene scelto dalla Cisco Roma come direttore del settore giovanile.

## Statistiche

### Cronologia presenze e reti in nazionale
| Cronologia completa delle presenze e delle reti in nazionale ― Italia | Cronologia completa delle presenze e delle reti in nazionale ― Italia | Cronologia completa delle presenze e delle reti in nazionale ― Italia | Cronologia completa delle presenze e delle reti in nazionale ― Italia | Cronologia completa delle presenze e delle reti in nazionale ― Italia | Cronologia completa delle presenze e delle reti in nazionale ― Italia | Cronologia completa delle presenze e delle reti in nazionale ― Italia | Cronologia completa delle presenze e delle reti in nazionale ― Italia |
| Data                                                                  | Città                                                                 | In casa                                                               | Risultato                                                             | Ospiti                                                                | Competizione                                                          | Reti                                                                  | Note                                                                  |
| --------------------------------------------------------------------- | --------------------------------------------------------------------- | --------------------------------------------------------------------- | --------------------------------------------------------------------- | --------------------------------------------------------------------- | --------------------------------------------------------------------- | --------------------------------------------------------------------- | --------------------------------------------------------------------- |
| 16-2-1994                                                             | Napoli                                                                | Italia                                                                | 0 – 1                                                                 | Francia                                                               | Amichevole                                                            | -                                                                     | 46’                                                                   |
| Totale                                                                |                                                                       | Presenze                                                              | 1                                                                     |                                                                       | Reti                                                                  | 0                                                                     |                                                                       |

## Palmarès

### Club
- Supercoppa italiana: 1

Napoli: 1990
- Coppa Italia: 1

Torino: 1992-1993
- Campionato italiano di Serie C1: 1

Reggiana: 1988-1989 (girone A)

### Individuale
- Capocannoniere della Serie B: 1

1989-1990 (23 gol)